# Rio Mansôa
Rio Mansôa är ett vattendrag i Guinea-Bissau. Det ligger i den västra delen av landet, 50 km väster om huvudstaden Bissau.
Rio Mansôa är Guinea-Bissaus fjärde längsta flod och sträcker sig drygt 193 kilometer inåt land från kusten. Floden löper parallellt med Rio Cacheu, vilken flyter norröver, under större delen av sin sträckning.